# Smash Mouth
Smash Mouth est un groupe de rock américain, originaire de San José, en Californie. Fondé en 1994, ce groupe compte quatre membres, dont Steve Harwell (chanteur), Greg Camp (guitariste/auteur), Paul De Lisle (bassiste). Ce groupe a aussi chanté sur la bande originale du film Mystery Men en 1999 : All Star.
Parfois classé comme « néo-ska », ce groupe mélange plusieurs genres de musiques ; les influences de groupes comme les Doors ou XTC sont parmi les plus flagrantes. Ce groupe est également connu pour avoir participé à la bande originale du film Shrek avec la chanson I'm a Believer et All Star ainsi que pour le film Le Loup-garou de Paris (Walkin' on the Sun) et Rat Race.
Le 4 septembre 2023, il est annoncé que le chanteur du groupe, Steve Harwell est décédé à l'âge de 56 ans.

## Biographie

### Débuts (1994–1997)

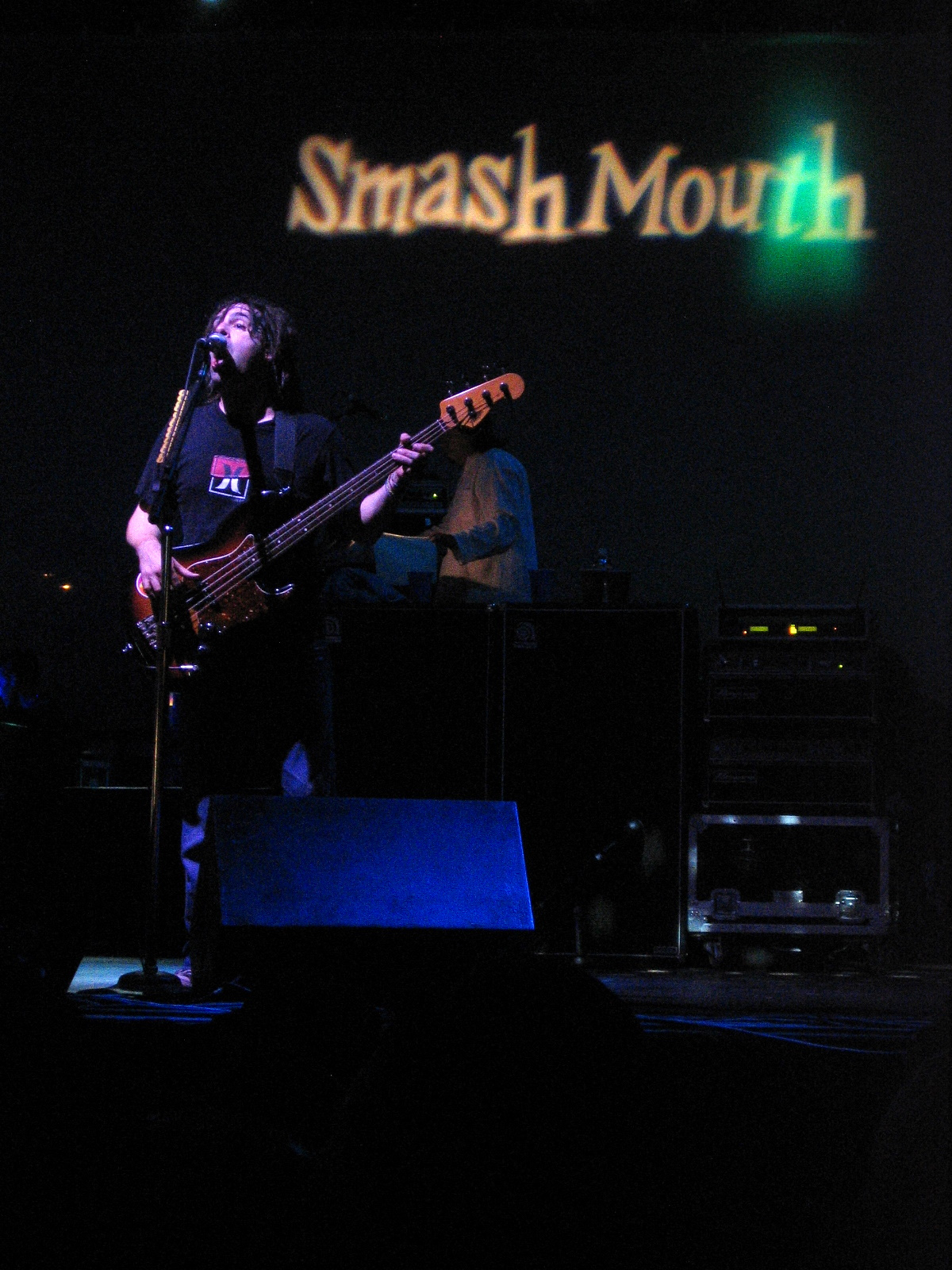
Paul DeLisle.

Le groupe est formé en 1994 à San José, en Californie, par Steve Harwell. Harwell était auparavant membre d'un groupe de rap appelé F.O.S. qui avait sorti un seul single sur vinyle, Big Black Boots. L'ancien gérant d'Harwell était Kevin Coleman. Ce dernier lui fait connaître ses amis le guitariste Greg Camp et le bassiste Paul De Lisle, deux membres de longue date d'un groupe punk appelé Lackadaddy.
La popularité du groupe survient grâce à la démo Nervous in the Alley, qui est jouée sur la chaine de radio locale de San Jose KOME. Peu après, Interscope Records signe le groupe qui publie son premier album, Fush Yu Mang, en 1997, aux côtés du claviériste Michael Klooster. Par la suite, le groupe remplace son nom, Smashmouth en Smash Mouth. L'album est certifié double disque de platine grâce au single Walkin' on the Sun.

### Montée en popularité (1998–2005)
Leur deuxième album, Astro Lounge, est publié en 1999 et marque un changement de direction musicale, moins axé ska et plus vers un son pop. Le groupe accède alors à un public plus large. Aidés des singles All Star (bande-son du film Shrek) et Then the Morning Comes, Astro Lounge est certifié triple disque de platine. Aussi en 1999, The East Bay Sessions, une compilation de chansons, est publiée. Peu après la sortie de l'album, le batteur Kevin Coleman quitte le groupe à cause de problèmes de dos. Il est d'abord remplacé par Michael Urbano, puis par Mitch Marine en tournée pour Astro Lounge, à son tour remplacé par Michael Urbano pour la conclusion de cette tournée.
En 2001, Smash Mouth reprend le hit des Monkees, I'm a Believer. Il est inclus dans All Star et dans l'album éponyme du groupe. En 2003, Get the Picture? est publié ; il comprend les singles You Are My Number One (que l'on retrouve dans la série Charmed - Saison 6 ép. 1), Hang On et Always Gets Her Way. Smash Mouth est renvoyé d'Interscope peu après la sortie de Get the Picture?.

### Summer Girl(2005–2011)

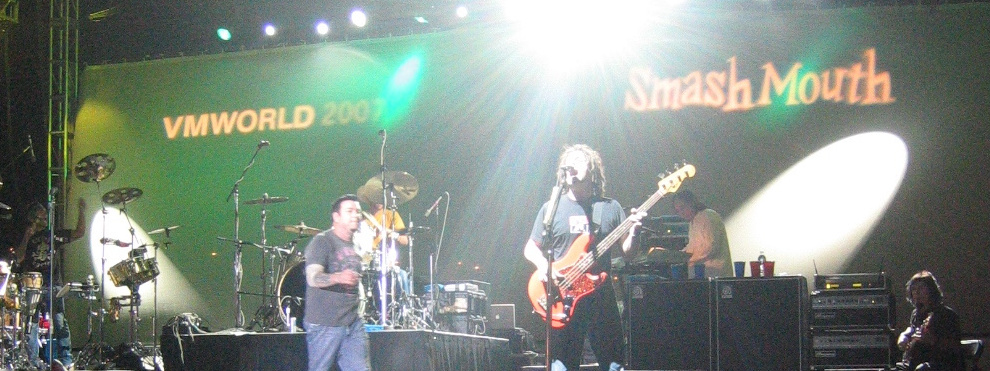
Smash Mouth en concert VMworld en 2007

Après la signature du groupe chez Universal Records, Smash Mouth publie son best-of All Star Smash Hits en 2005. L'album comprend les chansons les plus célèbres sorties par Smash Mouth. En décembre 2005, le groupe sort l'album de Noël, Gift of Rock. Puis vient le cinquième album studio de Smash Mouth, qui devait s'intituler Old Habits. Après plusieurs retards, Smash Mouth revient en studio pour éditer l'album. Old Habits est rebaptisé Summer Girl. Greg Camp quitte le groupe à l'été 2008. Smash Mouth recrute Leroy Miller à la guitare. Leroy part en 2009 et Camp revient pour repartir aussi sec, avant d'être remplacé par Sean Hurwitz. Hurwitz reste jusqu'en 2012, et est remplacé par Mike Krompass.

### Magic(depuis 2012)
Après avoir quitté Universal Records et signé chez 429 Records, Smash Mouth publie son sixième album, Magic, le 4 septembre 2012. L'album est d'abord produit par leur nouveau membre, Mike Krompass. Le premier single, single titre, débute à la 22e place du Billboard Adult Contemporary. Cooke quitte officiellement à la fin de la tournée en 2012, remplacé par Paxson. Paxson part en juillet 2013 pendant la tournée Under the Sun et est remplacé par Cooke, qui est lui-même et une fois encore, remplacé par Sutter. Tod Burr, ex-technicien de batterie de Def Leppard et batteur de Merle Jagger, est recruté en 2012 au sein de Smash Mouth.
Le 1er février 2013, Smash Mouth tourne en tête d'affiche de l'AutoNation Coast to Coast au Wayne Huizenga Park de Fort Lauderdale, en Floride. En mai 2016, Smash Mouth publie son premier album live, Playlist: The Very Best of Smash Mouth, chez Sony Music. Il est enregistré en concert à Rapid City, dans le Dakota du Sud.

## Médias
En 1997, Anthony Waller réalise le film Le Loup-garou de Paris où Walkin' on the Sun est interprété. En 1999, All Star avec la réalisation Mystery Men[Quoi ?]. Every Word Means No est entendu dans Friends. Dans Fous d'Irène avec Jim Carrey, Smash Mouth interprète Do it Again ainsi que Better Do it Right dans le film Le Grinch en l'an 2000. Rat Race sort en 2001 où le groupe californien interprète All Star à la fin du film. Le groupe est également présent dans Shrek avec All Star et I'm a Believer la même année. En 2002, le film Clockstoppers demande au groupe de rock d'interpréter le single Holiday In My Head dans le film. Le single est présent aussi dans Madagascar, et Ain't No Mystery dans Austin Powers dans Goldmember.
La chanson Pacific Coast Party est présente dans le jeu vidéo Disney's Extreme Skate Adventure sorti en 2003. Le Livre de la jungle 2 est également sorti cette année avec la chanson I Wanna Be Like You. Smash Mouth joue dans le film The Cat in the Hat (Le Chat chapeauté) avec le clip Hang On et Getting Better avec Mike Myers en 2003. Et la chanson Hot est présente dans le jeu vidéo Hot Wheels World Race Fun et New Planet sont entendus dans l'épisode Des griffes sous le récif (Reef Grief!) de Quoi d'neuf Scooby-Doo ? en 2005.
En 2006, Everyday Superhero est interprétée dans le film The Pacifier, avec Vin Diesel, ainsi que So Insane dans Zoom réalisé par Peter Hewitt. Story of My Life est entendu dans un épisode de la saison 6 du reality show The Surreal Life.

## Influences
Le groupe connait au cours de son développement de nombreuses influences, notamment un élan reggae (Let's rock), agrémenté de quelques sons electro (Keep it Down) puis plus récemment un style de musique penchant vers le hard rock (Flo), en contradiction totale avec les mélodies dansantes de ses débuts.

## Membres

### Membres actuels
- Michael Klooster – programmation, clavier, chœurs (depuis 2010)
- Jason Strutter – batterie, percussions (2006-2007, depuis 2013)
- Sean Hurwitz – guitare, chant (depuis 2011)
- Paul DeLisle – bassiste, chant (depuis 1994)

### Anciens membres
- Kevin Coleman – batterie, percussions (1994-1999)
- Michael Urbano – batterie, percussions (1999-2006)
- Jason Sutter – batterie, percussions (2006-2007)
- Greg Camp – guitare, chant (1997-2011)
- Steve Harwell – chant (1994-2021, mort en 2023)

## Discographie
- 1997 : Fush Yu Mang
- 1999 : Astro Lounge
- 2001 : Smash Mouth
- 2003 : Get the Picture ?
- 2005 : All Star: The Smash Hits
- 2005 : The Gift of Rock
- 2006 : Summer Girl
- 2012 : Magic